# Freylinia decurrens
Freylinia decurrens là một loài thực vật có hoa trong họ Huyền sâm. Loài này được Levyns ex van Jaarsv. mô tả khoa học đầu tiên năm 1983.